# Sportgemeinschaft Dynamo Dresden 2020-2021
Questa voce raccoglie le informazioni riguardanti la Sportgemeinschaft Dynamo Dresden nelle competizioni ufficiali della stagione 2020-2021.

## Stagione
Nella stagione 2020-2021 il Dinamo Dresda, allenato da Markus Kauczinski e Alexander Schmidt, concluse il campionato di 3. Liga al 1º posto e fu promosso in 2. Bundesliga. In Coppa di Germania il Dinamo Dresda fu eliminato al secondo turno dal Darmstadt.

## Rosa
| N. |                            | Ruolo | Calciatore             |
| -- | -------------------------- | ----- | ---------------------- |
| 1  | Germania (bandiera)        | P     | Kevin Broll            |
| 3  | Germania (bandiera)        | D     | Leroy Kwadwo           |
| 4  | Germania (bandiera)        | D     | Tim Knipping           |
| 5  | Germania (bandiera)        | C     | Yannick Stark          |
| 6  | Germania (bandiera)        | C     | Marco Hartmann         |
| 7  | Grecia (bandiera)          | A     | Panagiōtīs Vlachodīmos |
| 8  | Rep. Dominicana (bandiera) | C     | Heinz Mörschel         |
| 9  | Germania (bandiera)        | A     | Pascal Sohm            |
| 10 | Germania (bandiera)        | C     | Patrick Weihrauch      |
| 11 | Germania (bandiera)        | A     | Agyemang Diawusie      |
| 13 | Germania (bandiera)        | C     | Marvin Stefaniak       |
| 14 | Austria (bandiera)         | A     | Philipp Hosiner        |
| 15 | Germania (bandiera)        | D     | Chris Löwe             |
| 16 | Germania (bandiera)        | D     | Robin Becker           |
| 17 | Germania (bandiera)        | D     | Maximilian Großer      |
| 19 | Germania (bandiera)        | D     | Jonathan Meier         |
| 20 | Germania (bandiera)        | C     | Julius Kade            |
| 22 | Germania (bandiera)        | D     | Niklas Kreuzer         |
| 23 | Germania (bandiera)        | P     | Stefan Kiefer          |
| 24 | Germania (bandiera)        | P     | Patrick Wiegers        |
| 26 | Germania (bandiera)        | D     | Sebastian Mai          |

| N. |                          | Ruolo | Calciatore                    |
| -- | ------------------------ | ----- | ----------------------------- |
| 27 | Germania (bandiera)      | D     | Jonas Kühn                    |
| 28 | Germania (bandiera)      | C     | Paul Will                     |
| 29 | Germania (bandiera)      | A     | Phil Harres                   |
| 32 | Germania (bandiera)      | P     | Jannis Maul                   |
| 33 | Germania (bandiera)      | A     | Christoph Daferner            |
| 34 | Germania (bandiera)      | C     | Justin Löwe                   |
| 35 | Ghana (bandiera)         | A     | Ransford-Yeboah Königsdörffer |
| 36 | Germania (bandiera)      | C     | Max Kulke                     |
| 37 | Slovenia (bandiera)      | A     | Luka Štor                     |
| 39 | Germania (bandiera)      | D     | Kevin Ehlers                  |
| 41 | Germania (bandiera)      | C     | Bennet Haffke                 |
| 42 | Germania (bandiera)      | C     | Jonas Oehmichen               |
| 43 | Germania (bandiera)      | D     | Lorenz Hollenbach             |
| 45 | Germania (bandiera)      | C     | Julius Hoffmann               |
| 47 | Germania (bandiera)      | D     | Bastian Schrewe               |
| 48 | Germania (bandiera)      | D     | Louis Schmidt                 |
| 49 | Germania (bandiera)      | C     | Till Jacobi                   |
| 50 | Germania (bandiera)      | C     | Louis Schulze                 |
| 51 | Germania (bandiera)      | D     | Kenny Weyh                    |
| 52 | Corea del Sud (bandiera) | C     | Kang Joon-mo                  |
| 53 | Germania (bandiera)      | C     | Jonas Saliger                 |

## Organigramma societario
Area tecnica
- Allenatore: Alexander Schmidt
- Allenatore in seconda: Heiko Scholz
- Preparatore dei portieri: David Yelldell
- Preparatori atletici: Matthias Grahé, Matthias Grahé

## Calciomercato

### Sessione estiva
| Acquisti | Acquisti               | Acquisti          | Acquisti |
| R.       | Nome                   | da                | Modalità |
| -------- | ---------------------- | ----------------- | -------- |
| C        | Marvin Stefaniak       | Greuther Fürth    |          |
| C        | Paul Will              | Bayern Monaco II  |          |
| A        | Christoph Daferner     | Friburgo II       |          |
| C        | Patrick Weihrauch      | Arminia Bielefeld |          |
| C        | Julius Kade            | Union Berlino     |          |
| D        | Jonathan Meier         | Magonza           |          |
| A        | Luka Štor              | Aluminij          |          |
| A        | Agyemang Diawusie      | Ingolstadt 04     |          |
| A        | Pascal Sohm            | Hallescher        |          |
| A        | Philipp Hosiner        | Chemnitz          |          |
| A        | Panagiōtīs Vlachodīmos | Sonnenhof G.      |          |
| D        | Tim Knipping           | Jahn Ratisbona    |          |
| A        | Vasil Kušej            | Wacker Innsbruck  |          |
| C        | Yannick Stark          | Darmstadt         |          |
| C        | Matthäus Taferner      | Wacker Innsbruck  |          |

| Cessioni | Cessioni               | Cessioni               | Cessioni |
| R.       | Nome                   | a                      | Modalità |
| -------- | ---------------------- | ---------------------- | -------- |
| C        | Sascha Horvath         | Hartberg               |          |
| A        | Osman Atilgan          | Preußen Münster        |          |
| D        | Brian Hämäläinen       | Lyngby                 |          |
| C        | René Klingenburg       | Viktoria Colonia       |          |
| C        | Matthäus Taferner      | Wolfsberger            |          |
| D        | Linus Wahlqvist Egnell | IFK Norrköping         |          |
| A        | Alexander Jeremejeff   | Twente                 |          |
| A        | Vasil Kušej            | Ústí nad Labem         |          |
| P        | Tim Boss               | Wehen Wiesbaden        |          |
| D        | Jannik Müller          | DAC Dunajská Streda    |          |
| D        | Jannis Nikolaou        | Eintracht Braunschweig |          |
| C        | Dženis Burnić          | Borussia Dortmund      |          |
| A        | Godsway Donyoh         | Nordsjælland II        |          |
| C        | Josef Hušbauer         | Slavia Praga           |          |
| C        | Ondřej Petrák          | Norimberga             |          |
| A        | Patrick Schmidt        | Heidenheim             |          |
| C        | Marco Terrazzino       | Friburgo               |          |

### Sessione invernale
| Acquisti | Acquisti       | Acquisti         | Acquisti |
| R.       | Nome           | da               | Modalità |
| -------- | -------------- | ---------------- | -------- |
| C        | Heinz Mörschel | Uerdingen 05     |          |
| D        | Leroy Kwadwo   | Kickers Würzburg |          |

| Cessioni | Cessioni       | Cessioni       | Cessioni |
| R.       | Nome           | a              | Modalità |
| -------- | -------------- | -------------- | -------- |
| A        | Simon Gollnack | Ústí nad Labem |          |

## Risultati

### 3. Liga

#### Girone di andata
| Arbitro: | Thomsen |

|  |           |         |
|  | Marcatori | 17’ Mai |

| Arbitro: | Koslowski |

|              |           |                  |
| Daferner 87’ | Marcatori | 42’ Christiansen |

| Arbitro: | Speckner |

|                             |           |  |
| Arp 22’ Dajaku 28’ Kühn 90’ | Marcatori |  |

| Arbitro: | Schröder |

|           |           |  |
| Stark 55’ | Marcatori |  |

| Arbitro: | Burda |

|  |           |             |
|  | Marcatori | 68’ Hosiner |

| Arbitro: | Sather |

|            |           |                        |
| Hosiner 2’ | Marcatori | 4’ Schikora 30’ Jensen |

| Arbitro: | Thomsen |

|                    |           |  |
| Kutschke 5’ (rig.) | Marcatori |  |

| Arbitro: | Weickenmeier |

|                                        |           |  |
| Hosiner 45’ Königsdörffer 59’ Kade 90’ | Marcatori |  |

| Arbitro: | Winter |

|                         |           |              |
| Shipnoski 45’ Jacob 90’ | Marcatori | 17’ Daferner |

| Arbitro: | Lechner |

|                             |           |               |
| Stark 33’ Königsdörffer 70’ | Marcatori | 27’ Steinhart |

| Arbitro: | Gräfe |

|            |           |                                             |
| Breier 43’ | Marcatori | 14’ Daferner 30’ Hartmann 41’ Königsdörffer |

| Arbitro: | Schwengers |

|                          |           |  |
| Hartmann 26’ Hosiner 42’ | Marcatori |  |

| Arbitro: | Bokop |

|  |           |                                        |
|  | Marcatori | 25’ Hosiner 53’ Weihrauch 54’ Daferner |

| Dresda 5 dicembre 2020, ore 14:00 CET 14ª giornata | Dinamo Dresda | 0 – 0 referto | Uerdingen 05 | Rudolf-Harbig-Stadion (0 spett.)\| Arbitro: \| Burda \| |
| Arbitro:                                           | Burda         |               |              |                                                         |

| Arbitro: | Heft |

|              |           |                                    |
| Derstroff 7’ | Marcatori | 26’ Stark 45’ Becker 90’ Weihrauch |

| Arbitro: | Hanslbauer |

|                                               |           |                   |
| Kade 43’, 79’ Weihrauch 69’ Königsdörffer 75’ | Marcatori | 56’ (rig.) Janjić |

| Arbitro: | Waschitzki-Günther |

|                      |           |                                               |
| Cueto 3’ (rig.), 65’ | Marcatori | 58’ Daferner 72’ (rig.) Hosiner 78’, 89’ Sohm |

| Arbitro: | Schultes |

|             |           |  |
| Sararer 32’ | Marcatori |  |

| Arbitro: | Greif |

|          |           |  |
| Sohm 12’ | Marcatori |  |

#### Girone di ritorno
| Arbitro: | Günsch |

|                                                 |           |                             |
| Daferner 32’ Hosiner 45’, 82’ Königsdörffer 74’ | Marcatori | 14’, 58’ Redondo 46’ Pourié |

| Arbitro: | Benen |

|                   |           |  |
| García 90’ (rig.) | Marcatori |  |

| Arbitro: | Greif |

|             |           |                |
| Daferner 9’ | Marcatori | 68’ Welzmüller |

| Arbitro: | Heft |

|  |           |              |
|  | Marcatori | 74’ Mörschel |

| Arbitro: | Schröder |

|                                   |           |                  |
| Daferner 11’ Will 24’ Kreuzer 59’ | Marcatori | 62’ (rig.) Zehir |

| Arbitro: | Kessel |

|  |           |                              |
|  | Marcatori | 38’ Sohm 45’ (rig.) Daferner |

| Arbitro: | Winter |

|                                                                    |           |  |
| Mörschel 39’ (rig.) Königsdörffer 45’ Stendera 49’ (aut.) Štor 90’ | Marcatori |  |

| Arbitro: | Kampka |

|  |           |                                                  |
|  | Marcatori | 3’ Daferner 25’, 73’ Mörschel 54’ (rig.) Hosiner |

| Arbitro: | Bokop |

|          |           |           |
| Sohm 62’ | Marcatori | 58’ Zeitz |

| Arbitro: | Cortus |

|               |           |  |
| Steinhart 85’ | Marcatori |  |

| Dresda 4 aprile 2021, ore 14:00 CEST 30ª giornata | Dinamo Dresda | 0 – 0 referto | Hansa Rostock | Rudolf-Harbig-Stadion (0 spett.)\| Arbitro: \| Ittrich \| |
| Arbitro:                                          | Ittrich       |               |               |                                                           |

| Arbitro: | Schultes |

|                            |           |  |
| Hain 40’ Greger 57’ (rig.) | Marcatori |  |

| Arbitro: | Osmanagic |

|              |           |  |
| Daferner 77’ | Marcatori |  |

| Arbitro: | Bauer |

|  |           |                              |
|  | Marcatori | 45’ Vlachodīmos 74’ Mörschel |

| Arbitro: | Burda |

|  |           |                                        |
|  | Marcatori | 27’ Papadopoulos 62’ Eberwein 78’ Manu |

| Paderborn 4 maggio 2021, ore 19:00 CEST 35ª giornata | Verl     | 0 – 0 referto | Dinamo Dresda | Benteler-Arena (0 spett.)\| Arbitro: \| Speckner \| |
| Arbitro:                                             | Speckner |               |               |                                                     |

| Arbitro: | Bokop |

|                                 |           |  |
| Mörschel 11’ Hosiner 31’ (rig.) | Marcatori |  |

| Arbitro: | Siewer |

|                                                             |           |  |
| Daferner 15’ Königsdörffer 27’ Mörschel 62’ Vlachodīmos 90’ | Marcatori |  |

| Arbitro: | Hanslbauer |

|  |           |          |
|  | Marcatori | 21’ Sohm |

### Coppa di Germania
| Arbitro: | Badstübner |

|                                                 |           |           |
| Stark 3’ Becker 16’ Daferner 53’ Mai 90’ (rig.) | Marcatori | 89’ Onana |

| Arbitro: | Jablonski |

|  |           |                                      |
|  | Marcatori | 24’ Schnellhardt 59’ Paik 71’ Dursun |

## Statistiche

### Statistiche di squadra
| Competizione      | Punti | In casa | In casa | In casa | In casa | In casa | In casa | In trasferta | In trasferta | In trasferta | In trasferta | In trasferta | In trasferta | Totale | Totale | Totale | Totale | Totale | Totale | DR  |
| Competizione      | Punti | G       | V       | N       | P       | Gf      | Gs      | G            | V            | N            | P            | Gf           | Gs           | G      | V      | N      | P      | Gf     | Gs     | DR  |
| ----------------- | ----- | ------- | ------- | ------- | ------- | ------- | ------- | ------------ | ------------ | ------------ | ------------ | ------------ | ------------ | ------ | ------ | ------ | ------ | ------ | ------ | --- |
| 3. Liga           | 75    | 19      | 12      | 5       | 2       | 35      | 14      | 19           | 11           | 1            | 7            | 26           | 15           | 38     | 23     | 6      | 9      | 61     | 29     | +32 |
| Coppa di Germania | -     | 2       | 1       | 0       | 1       | 4       | 4       | 0            | 0            | 0            | 0            | 0            | 0            | 2      | 1      | 0      | 1      | 4      | 4      | 0   |
| Totale            | 75    | 21      | 13      | 5       | 3       | 39      | 18      | 19           | 11           | 1            | 7            | 26           | 15           | 40     | 24     | 6      | 10     | 65     | 33     | +32 |

### Andamento in campionato
| Giornata  | 1 | 2 | 3  | 4 | 5 | 6 | 7  | 8 | 9 | 10 | 11 | 12 | 13 | 14 | 15 | 16 | 17 | 18 | 19 | 20 | 21 | 22 | 23 | 24 | 25 | 26 | 27 | 28 | 29 | 30 | 31 | 32 | 33 | 34 | 35 | 36 | 37 | 38 |
| --------- | - | - | -- | - | - | - | -- | - | - | -- | -- | -- | -- | -- | -- | -- | -- | -- | -- | -- | -- | -- | -- | -- | -- | -- | -- | -- | -- | -- | -- | -- | -- | -- | -- | -- | -- | -- |
| Luogo     | T | C | T  | C | T | C | T  | C | T | C  | T  | C  | T  | C  | T  | C  | T  | T  | C  | C  | T  | C  | T  | C  | T  | C  | T  | C  | T  | C  | T  | C  | T  | C  | T  | C  | C  | T  |
| Risultato | V | N | P  | V | V | P | P  | V | P | V  | V  | V  | V  | N  | V  | V  | V  | P  | V  | V  | P  | N  | V  | V  | V  | V  | V  | N  | P  | N  | P  | V  | V  | P  | N  | V  | V  | V  |
| Posizione | 6 | 8 | 12 | 8 | 4 | 8 | 11 | 7 | 8 | 7  | 6  | 3  | 2  | 2  | 1  | 1  | 1  | 1  | 1  | 1  | 1  | 1  | 1  | 1  | 1  | 1  | 1  | 1  | 1  | 1  | 1  | 1  | 1  | 1  | 1  | 1  | 1  | 1  |

Legenda:

Luogo: C = Casa; T = Trasferta. Risultato: V = Vittoria; N = Pareggio; P = Sconfitta.

### Statistiche dei giocatori
| Giocatore        | 3. Liga  | 3. Liga | 3. Liga     | 3. Liga    | Coppa di Germania | Coppa di Germania | Coppa di Germania | Coppa di Germania | Totale   | Totale | Totale      | Totale     |
| Giocatore        | Presenze | Reti    | Ammonizioni | Espulsioni | Presenze          | Reti              | Ammonizioni       | Espulsioni        | Presenze | Reti   | Ammonizioni | Espulsioni |
| ---------------- | -------- | ------- | ----------- | ---------- | ----------------- | ----------------- | ----------------- | ----------------- | -------- | ------ | ----------- | ---------- |
| R. Becker        | 7        | 1       | 1           | 0          | 2                 | 1                 | 0                 | 0                 | 9        | 2      | 1           | 0          |
| K. Broll         | 38       | 0       | 0           | 0          | 2                 | 0                 | 0                 | 0                 | 40       | 0      | 0           | 0          |
| C. Daferner      | 37       | 12      | 5           | 0          | 2                 | 1                 | 0                 | 0                 | 39       | 13     | 5           | 0          |
| A. Diawusie      | 24       | 0       | 3           | 0          | 2                 | 0                 | 0                 | 0                 | 26       | 0      | 3           | 0          |
| K. Ehlers        | 29       | 0       | 4           | 1          | 1                 | 0                 | 0                 | 0                 | 30       | 0      | 4           | 1          |
| S. Gollnack      | 0        | 0       | 0           | 0          | 0                 | 0                 | 0                 | 0                 | 0        | 0      | 0           | 0          |
| M. Großer        | 4        | 0       | 0           | 0          | 1                 | 0                 | 0                 | 0                 | 5        | 0      | 0           | 0          |
| B. Haffke        | 0        | 0       | 0           | 0          | 0                 | 0                 | 0                 | 0                 | 0        | 0      | 0           | 0          |
| P. Harres        | 0        | 0       | 0           | 0          | 0                 | 0                 | 0                 | 0                 | 0        | 0      | 0           | 0          |
| M. Hartmann      | 8        | 2       | 2           | 1          | 0                 | 0                 | 0                 | 0                 | 8        | 2      | 2           | 1          |
| J. Hoffmann      | 0        | 0       | 0           | 0          | 0                 | 0                 | 0                 | 0                 | 0        | 0      | 0           | 0          |
| L. Hollenbach    | 0        | 0       | 0           | 0          | 0                 | 0                 | 0                 | 0                 | 0        | 0      | 0           | 0          |
| S. Horvath       | 1        | 0       | 0           | 0          | 1                 | 0                 | 0                 | 0                 | 2        | 0      | 0           | 0          |
| P. Hosiner       | 34       | 10      | 4           | 0          | 1                 | 0                 | 0                 | 0                 | 35       | 10     | 4           | 0          |
| T. Jacobi        | 0        | 0       | 0           | 0          | 0                 | 0                 | 0                 | 0                 | 0        | 0      | 0           | 0          |
| J. Kade          | 30       | 3       | 4           | 0          | 2                 | 0                 | 0                 | 0                 | 32       | 3      | 4           | 0          |
| J. Kang          | 0        | 0       | 0           | 0          | 0                 | 0                 | 0                 | 0                 | 0        | 0      | 0           | 0          |
| S. Kiefer        | 0        | 0       | 0           | 0          | 0                 | 0                 | 0                 | 0                 | 0        | 0      | 0           | 0          |
| T. Knipping      | 35       | 0       | 9           | 1          | 2                 | 0                 | 1                 | 0                 | 37       | 0      | 10          | 1          |
| N. Kreuzer       | 10       | 1       | 3           | 0          | 0                 | 0                 | 0                 | 0                 | 10       | 1      | 3           | 0          |
| M. Kulke         | 5        | 0       | 2           | 1          | 1                 | 0                 | 0                 | 0                 | 6        | 0      | 2           | 1          |
| L. Kwadwo        | 12       | 0       | 2           | 0          | 0                 | 0                 | 0                 | 0                 | 12       | 0      | 2           | 0          |
| R. Königsdörffer | 32       | 7       | 6           | 0          | 2                 | 0                 | 0                 | 0                 | 34       | 7      | 6           | 0          |
| J. Kühn          | 2        | 0       | 0           | 0          | 0                 | 0                 | 0                 | 0                 | 2        | 0      | 0           | 0          |
| C. Löwe          | 12       | 0       | 1           | 0          | 1                 | 0                 | 1                 | 0                 | 13       | 0      | 2           | 0          |
| J. Löwe          | 3        | 0       | 0           | 0          | 0                 | 0                 | 0                 | 0                 | 3        | 0      | 0           | 0          |
| S. Mai           | 25       | 1       | 6           | 1          | 1                 | 1                 | 0                 | 0                 | 26       | 2      | 6           | 1          |
| J. Maul          | 0        | 0       | 0           | 0          | 0                 | 0                 | 0                 | 0                 | 0        | 0      | 0           | 0          |
| J. Meier         | 28       | 0       | 2           | 0          | 1                 | 0                 | 0                 | 0                 | 29       | 0      | 2           | 0          |
| H. Mörschel      | 18       | 7       | 2           | 0          | 0                 | 0                 | 0                 | 0                 | 18       | 7      | 2           | 0          |
| J. Oehmichen     | 0        | 0       | 0           | 0          | 0                 | 0                 | 0                 | 0                 | 0        | 0      | 0           | 0          |
| J. Saliger       | 0        | 0       | 0           | 0          | 0                 | 0                 | 0                 | 0                 | 0        | 0      | 0           | 0          |
| L. Schmidt       | 0        | 0       | 0           | 0          | 0                 | 0                 | 0                 | 0                 | 0        | 0      | 0           | 0          |
| B. Schrewe       | 0        | 0       | 0           | 0          | 0                 | 0                 | 0                 | 0                 | 0        | 0      | 0           | 0          |
| L. Schulze       | 0        | 0       | 0           | 0          | 0                 | 0                 | 0                 | 0                 | 0        | 0      | 0           | 0          |
| P. Sohm          | 22       | 6       | 0           | 0          | 2                 | 0                 | 1                 | 0                 | 24       | 6      | 1           | 0          |
| Y. Stark         | 31       | 3       | 7           | 0          | 2                 | 1                 | 1                 | 0                 | 33       | 4      | 8           | 0          |
| M. Stefaniak     | 22       | 0       | 3           | 0          | 1                 | 0                 | 0                 | 0                 | 23       | 0      | 3           | 0          |
| P. Vlachodīmos   | 15       | 2       | 2           | 0          | 1                 | 0                 | 0                 | 0                 | 16       | 2      | 2           | 0          |
| P. Weihrauch     | 16       | 3       | 2           | 0          | 2                 | 0                 | 0                 | 0                 | 18       | 3      | 2           | 0          |
| K. Weyh          | 0        | 0       | 0           | 0          | 0                 | 0                 | 0                 | 0                 | 0        | 0      | 0           | 0          |
| P. Wiegers       | 0        | 0       | 0           | 0          | 0                 | 0                 | 0                 | 0                 | 0        | 0      | 0           | 0          |
| P. Will          | 29       | 1       | 5           | 1          | 1                 | 0                 | 1                 | 0                 | 30       | 1      | 6           | 1          |
| L. Štor          | 16       | 1       | 1           | 0          | 1                 | 0                 | 0                 | 0                 | 17       | 1      | 1           | 0          |